# Meginhard IV van Hamaland
Meginhard IV van Hamaland (voor 898 - 952/956) was een zoon van Everhard Saxo van Hamaland en Zutphen volgde zijn oom Meginhard III als graaf van Hamaland op. 
Graaf Meginhard IV van Hamaland nam hoogstwaarschijnlijk in 938-939 als vazal van Hendrik I van Beieren deel aan de opstand van de hertogen Everhard III van Franken, Giselbert II van Maasgouw en Hendrik I van Beieren tegen koning Otto I (936-973), de broer van Hendrik I van Beieren. Na de nederlaag van Hendrik werd Meginhard IV net als leenheer genade betoond. Niet hijzelf kreeg zijn bezittingen terug, want bij zijn overlijden was hij ambteloos. Met zekerheid is vastgesteld dat de Eltense burcht aan zijn zoon Wichman kwam en de Zutphense burcht aan zijn zoon Everhard.
De grafelijke titel werd hem echter blijvend ontnomen. In de meeste stukken wordt hij slechts edelman en vazal genoemd en alleen in een bul van paus Gregorius V "graaf". Bij zijn overlijden tussen 952 en 956 was hij ambtloos. Hij werd begraven op de Elterberg.
Hij werd opgevolgd door zijn zoon Wichman IV.

## Kinderen
Mogelijk kind uit een eerder huwelijk met onbekende vrouw
- Gerberga van Hamaland (±912 - ?)

Met zijn vrouw Cunegonde:
- Wichman IV (±935 - 974)